# Koloniaal Weekblad
Het Koloniaal Weekblad (vanaf 1934 "Oost en West") was een tijdschrift dat van 1901 tot 1971 uitgegeven werd door De Koninklijke Vereeniging 'Oost en West'. 

## Geschiedenis
De Koninklijke Vereeniging 'Oost en West' werd in 1899 opgericht om de band tussen Nederland en zijn koloniën te versterken. De vereniging kwam op voor de belangen van degenen die in Nederlands-Indië gingen werken of er gewoond hadden en gaf daarom ook vanaf 1901 een tijdschrift, het Koloniaal Weekblad uit, dat vanaf 1934 de naam "Oost en West" kreeg. De vereniging was gevestigd in Den Haag maar werkte landelijk. In 1901 waren de eerste hoofdredacteur van het Weekblad G.E.V.L. van Zuylen en de redactiesecretaris mr G. van Slooten, beiden uit Den Haag. Het tijdschrift hield op te bestaan toen de vereniging in 1971 opgeheven werd.